# Rödpannad sothöna
Rödpannad sothöna (Fulica rufifrons) är en fågel i familjen rallar inom ordningen tran- och rallfåglar.

## Utseende
Rödpannad sothöna är liksom andra sothöns en mycket mörk rall, men har diagnostisk mörkröd pannsköld och bjärt gul näbb. Den har också stora vita kilar under stjärten. I kombination med avvikande beteende liknar den lika mycket en rörhöna som en sothöna. Ungfågeln är helmörk med vitaktig strupe och matt färgad näbb och näbbsköld.

## Utbredning och systematik
Fågeln förekommer i Paraguay, Uruguay, sydöstra Brasilien, södra Peru söderut till Tierra del Fuego. Den behandlas som monotypisk, det vill säga att den inte delas in i några underarter.

## Levnadssätt
Rödpannad sothöna är en rätt vanlig sothöna i låglänta våtmarker. Den hittas i både söt- och brackkvattenssjöar och dammar, men även i mer bevuxna våtmarker med endast begränsat med öppet vatten. Till skillnad från andra sothöns ses den nära växtlighet och sällan långt ute på öppet vatten. Den ses också promenera omkring på marken i större utsträckning. Arten påträffas oftast i samma områden som gulpannad sothöna.

## Status
Arten har ett stort utbredningsområde och beståndet anses stabilt. Internationella naturvårdsunionen IUCN listar den därför som livskraftig (LC). Världspopulationen uppskattas till mellan 25 000 och 100 000 individer.